# Stauros

Stauros (σταυρός) este cuvântul grecesc tradus de obicei prin stâlp și folosit în Biblie cu referință la dispozitivul pe care a fost executat Isus. Sensul cuvântului s-a schimbat cu trecerea secolelor.

## Etimologie
Cuvântul stauros provine de la verbul ἵστημι (histēmi: „a îndrepta în sus", „a sta în poziție ridicată"), care la rândul lor provin din limba proto-indo-europeană rădăcina *stā-, *stha, stao, „stem", „shoot" (din aceeași rădăcină provin cuvintele germane Stern, sau Stamm, cuvântul englez stand, cuvântul spaniol estaca, cuvântul italian stare, cu sensuri similare).

## Greaca homerică și cea clasică

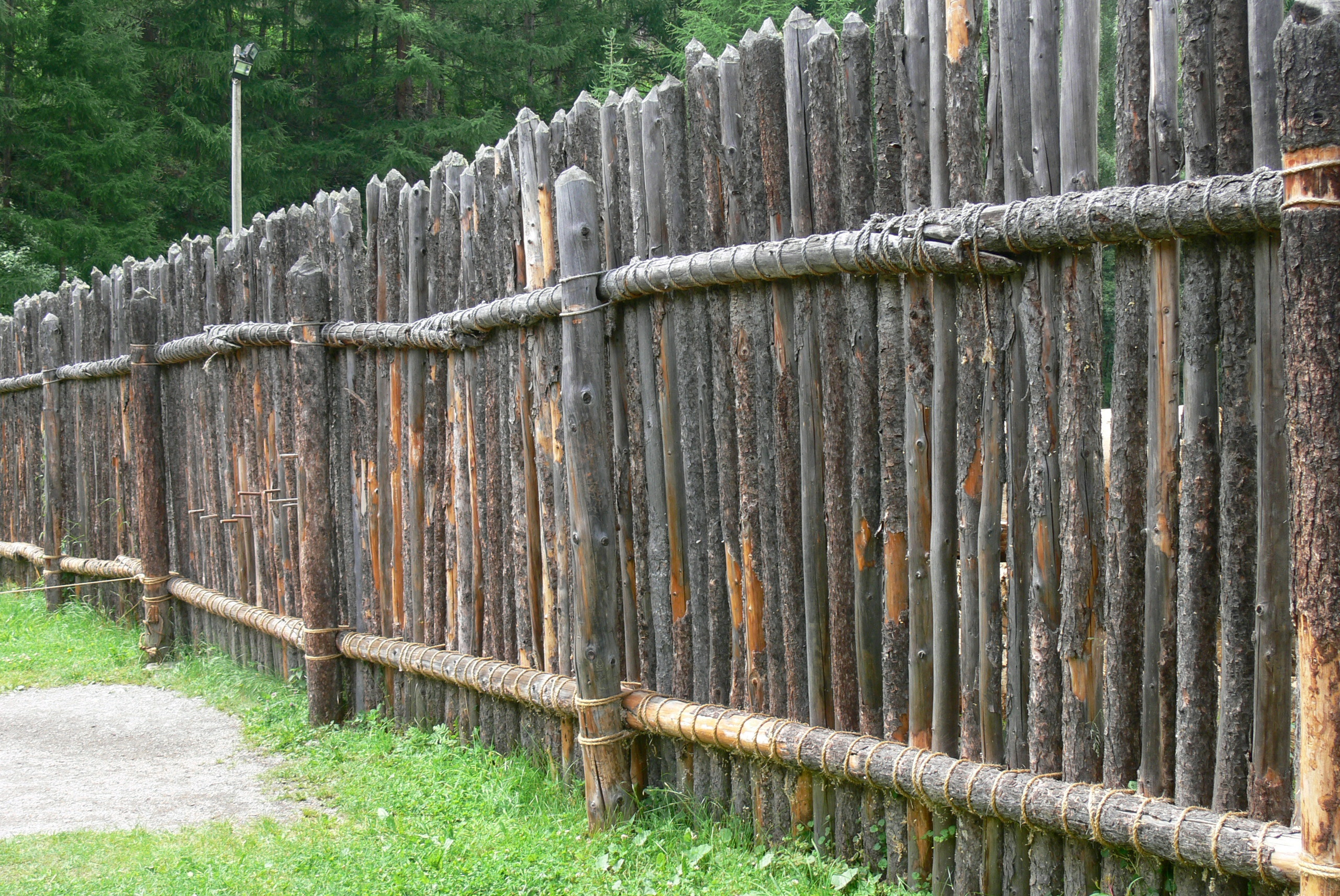
Palisadă

În greaca homerică și cea clasică, până la începutul secolului al 4-lea î.e.n., stauros însemna un lemn în poziție verticală, un stâlp, sau o bucată de palisadă, „pe care ar fi putut fi atârnat orice, sau care ar putea fi folosit la străpungerea [înfigerea în] unei bucăți de pământ.”
În literatura acelui timp cuvântul nu a însemnat niciodată două bucăți de lemn așezate unul peste celălalt sub orice unghi, ci întotdeauna o singură bucată de lemn. 

## Formele Stauros
Vezi și Dispute cu privire la metoda de execuție a lui Isus

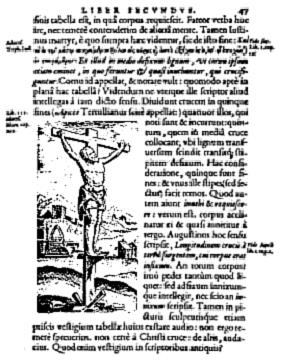
Justus Lipsius: De cruce, p. 47
Imagine de Justus Lipsius a crucificării lui Isus

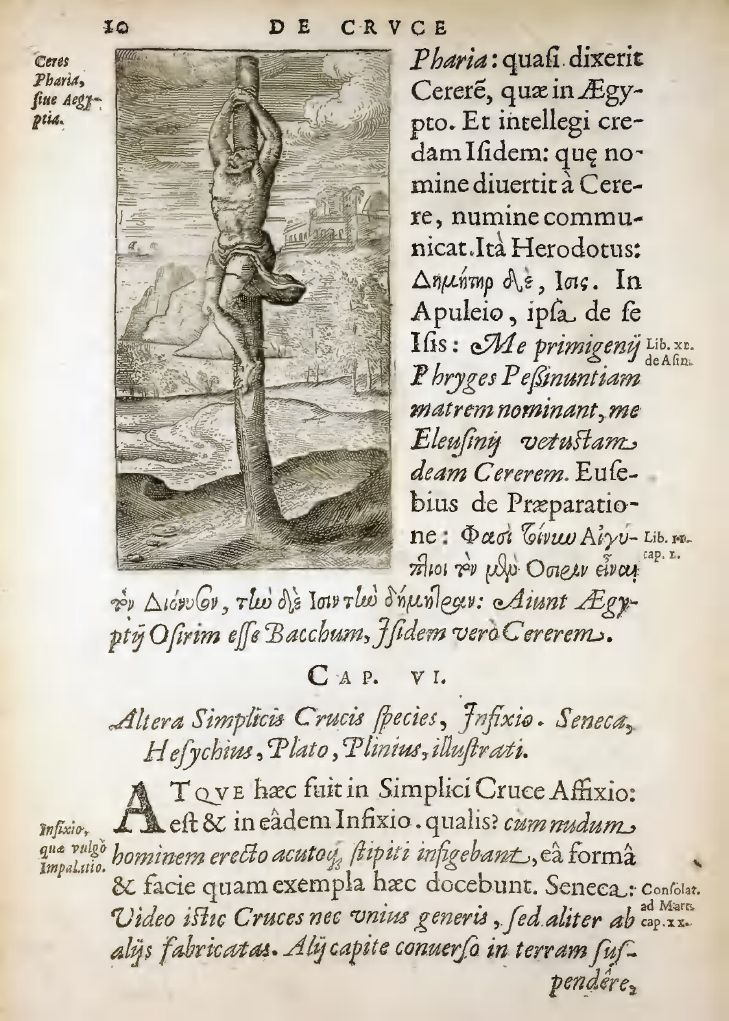
Stâlpul de tortură, un stâlp simplu din lemn. Imagine de Justus Lipsius.

Un σταυρός (stauros) folosit pentru tortură sau execuție putea fi de diferite forme. Două din ele sunt arătate aici. Dar sunt de asemenea probabile și altele.